# Marion Township (Ogle County, Illinois)
Die Marion Township ist eine von 24 Townships im Ogle County im Norden des US-amerikanischen Bundesstaates Illinois.

## Geografie
Die Marion Township liegt im Norden von Illinois am linken Ufer des Rock River. Die Township schließt in südwestlicher Richtung an den Vorortbereich von Rockford an, der drittgrößten Stadt des Bundesstaates. Chicago liegt rund 150 km östlich, die Grenze zu Wisconsin rund 45 km nördlich und der Mississippi, der die Grenze zu Iowa bildet, rund 80 km westlich.
Die Marion Township liegt auf 42°05′24″ nördlicher Breite und 89°13′04″ westlicher Länge und erstreckt sich über 117,3 km², die sich auf 116,0 km² Land- und 1,3 km² Wasserfläche verteilen.
Die Marion Township liegt im Norden des Ogle County und grenzt im Nordosten an das Winnebago County. Innerhalb des Ogle County grenzt die Marion Township im Osten an die Scott Township, im Südosten an die White Rock Township, im Süden an die Pine Rock Township, im Südwesten an die Oregon-Nashua Township, im Westen an die Rockvale Township und im Westen getrennt durch den Rock River an die Byron Township.

## Verkehr
Durch die Marion Township verläuft in Ost-West-Richtung die Illinois State Route 72, die in Byron den Rock River in Richtung der Byron Township überquert. Alle weiteren Straßen sind County Highways sowie weiter untergeordnete und zum Teil unbefestigte Fahrwege.
Parallel zur State Route 72 verläuft eine Eisenbahnlinie der Canadian Pacific Railway, die von Chicago nach Westen führt.
Der nächstgelegene Flughafen ist der rund 15 km nordöstlich gelegene Chicago Rockford International Airport am südlichen Stadtrand von Rockford.

## Bevölkerung
Bei der Volkszählung im Jahr 2010 hatte die Township 4135 Einwohner. Neben Streubesiedlung lebt der größte Teil der Bevölkerung in zwei Siedlungen:
- Byron1
- Stillman Valley

1 – überwiegend in der Byron Township